# Corazón de León (cómic)
Este artículo trata sobre el personaje de Marvel Comics. Para otros usos, consulte Lionheart (desambiguación).
Corazón de León (Kelsey Kirkland), anteriormente llamada Capitán Britania (Inglés: Lion Heart), es un personaje que aparece en los cómics estadounidenses publicados por Marvel Comics.

## Historial de publicaciones

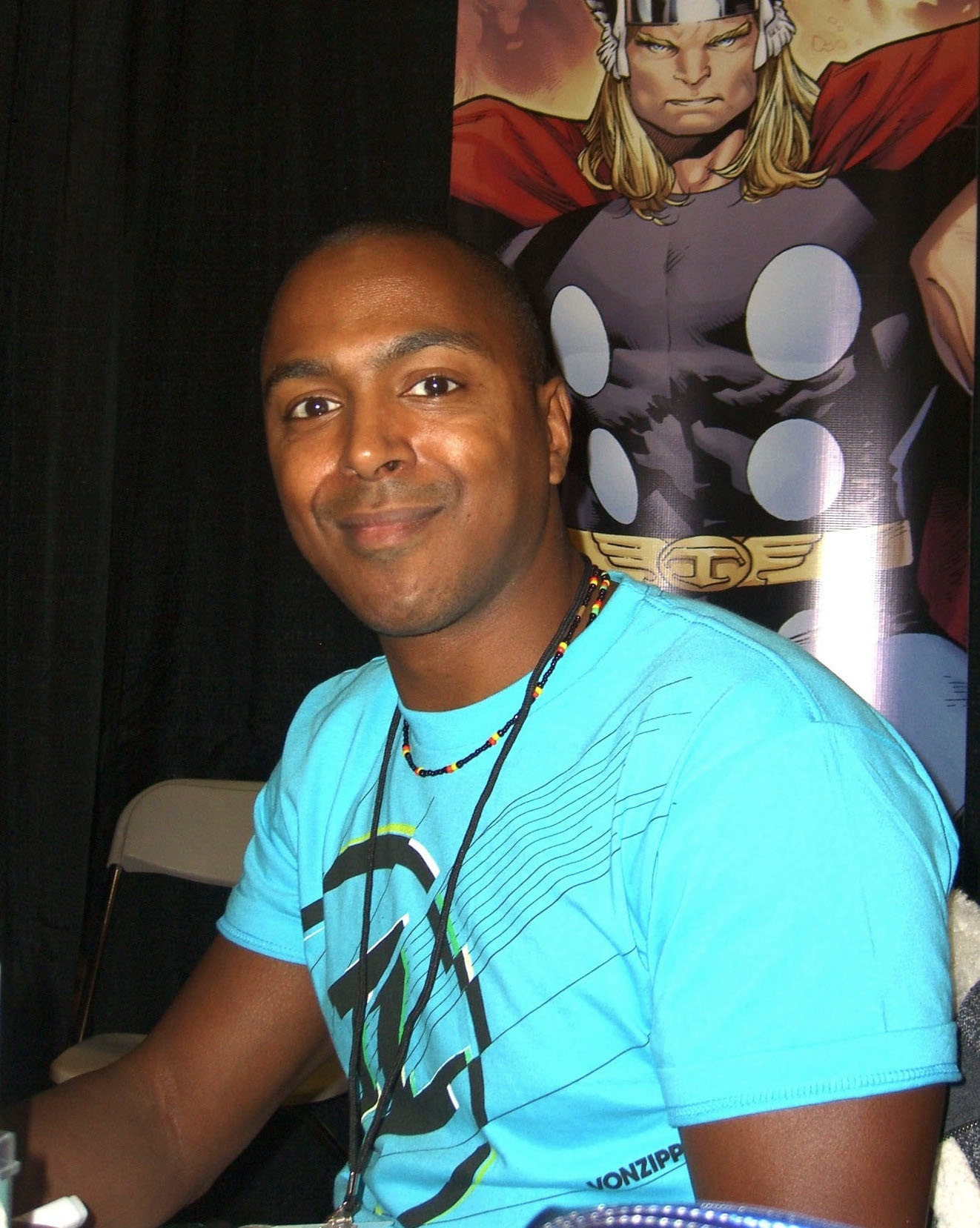
El creador Olivier Coipel, en la Convención de Cómics de Nueva York en Manhattan, el 10 de octubre de 2010.

Los creadores Chuck Austen y Olivier Coipel la presentaron por primera vez en Avengers # 77-81 (marzo-junio de 2004); en la historia, ella sacrifica su vida para proteger al Capitán América, solo para resucitar como la nueva Capitána Britania, pero con la condición de que no revele su identidad a sus hijos. Ella se encendió aparecer en Austen y Scott Kolins de Avengers # 82-84 (julio-agosto de 2004) y Austen, Allan Jacobsen y de CP Smith New Invaders # 0 (agosto de 2004); en una historia que comienza cuando ella se enoja por su propio funeral, lo que hace que sus nuevos compañeros de equipo comiencen a sospechar de su verdadera identidad. Ella hizo una breve aparición en el apoyo a Brian Michael Bendis y David Finch The Avengers # 500-501 (septiembre-octubre de 2004); en el que se encuentra hospitalizada en estado crítico tras la batalla inicial. Bendis y Michael Gaydos concluyeron su carrera en Los Vengadores con una breve aparición en Avengers Finale (enero de 2005); en el que anuncia su intención de volver a casa.

## Biografía ficticia

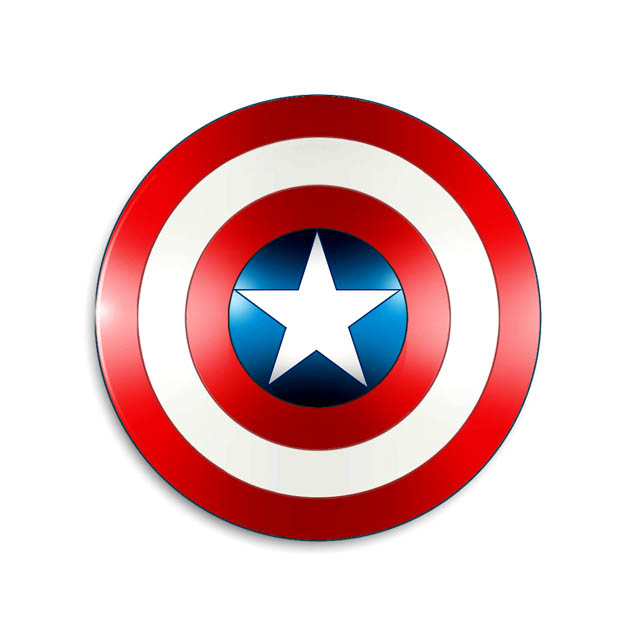
Ilustración de Photoshop que representa el escudo del Capitán América, como se representa en la mayoría de las apariciones de la Edad de Plata.

Kelsey Leigh era una madre soltera con dos hijos pequeños que vivía en el sureste de Inglaterra. Fue maestra de escuela que enseñó literatura e historia inglesa. Cuando estaba casada, unos matones invadieron su casa, robaron a su familia y la violaron en grupo. Ella se defendió, hiriendo a uno de sus violadores, y él le cortó la cara con una botella rota en venganza, dejándola con una cicatriz permanente. Mientras tanto, su esposo, Richard, estaba demasiado paralizado por el miedo para ayudarla. Su culpa por ese incidente llevó a la disolución del matrimonio.
Un fatídico día, su familia se encontró en la primera línea de una batalla entre los Vengadores y la Brigada de Demolición. Bola de Trueno dejó al Capitán América inconsciente y Kelsey se puso desinteresadamente entre el Capitán caído y la Avispa y su atacante, usando el escudo del héroe caído. Si bien el escudo era indestructible, Kelsey no lo era, y el impacto de los golpes infligió heridas terribles; murió en camino a recibir atención médica. 
Kelsey se despertó para encontrarse en un anillo de piedras verticales, donde se encontró con una visión de Brian Braddock (Capitán Britania), que actualmente gobierna el Otro Mundo, y su esposa, la elemental cambiante Meggan. Para salvar a Gran Bretaña de la malvada Morgan le Fay, le pasó el manto del Capitán Britania a Kelsey. Su heroico acto de valentía le había valido una segunda oportunidad para vivir y defender su hogar. Como Braddock antes que ella; A Kelsey se le dio a elegir entre la Espada del Poder y el Amuleto del Derecho. Sin embargo, a diferencia de cuando Braddock tomó esa decisión, a Kelsey solo se le presentó la opción entre espada o amuleto, y no se le informó de su importancia simbólica. Kelsey, desesperada por volver a ver a sus hijos, y sin ver cómo un collar podía defender nada, eligió la espada, el camino de la violencia. Instantáneamente, se transformó en el nuevo Capitán Britania, solo para descubrir que su decisión significaba que si alguna vez revelaba quién era a sus hijos, les costaría la vida.

### Vengadores
La nueva Capitán Britania regresó a la Tierra, donde ayudó a los Vengadores a derrotar a Morgan y sus compinches, demostrando ser mucho más despiadada en la batalla que su predecesora, aparentemente matando a Bola de Trueno cuando lo empaló con su espada. Con sus hijos ahora al cuidado de los Vengadores, Kelsey aceptó una oferta para unirse al equipo, de modo que incluso si no podía reunirse con ellos, podría permanecer cerca y en sus vidas.
Kelsey siguió siendo miembro de los Vengadores hasta los eventos de Avengers Disassembled. Cuando She-Hulk se volvió loca después de un ataque de los robots de Ultron, Kelsey dio un paso al frente, poniéndose una vez más en el camino del peligro para rescatar al Capitán América caído. She-Hulk la dejó inconsciente y pasó el resto de los eventos que se desarrollaron en el hospital, su estado crítico. En Avengers Finale, Kelsey dejó a los Vengadores que se disolvían y regresó a Inglaterra completamente recuperada.

### Nuevo Excalibur
Con el nombre en clave de Corazón de León, Kelsey busca venganza y culpa al Capitán Britania por lo que le sucedió; por no advertirle de las consecuencias de elegir la Espada del Poder y por perder a sus hijos.
Aunque se desconoce cómo ocurrió, Corazón de León fue manipulada por Albion, un supervillano al que tampoco le gusta el Capitán Britania. Corazón de León, aunque luchando por luchar contra su conciencia, habría matado a Courtney Ross, la mujer que comparte su corazón y por lo tanto debe compartir su destino, si no fuera por la llegada de Juggernaut y Nocturna. Después de una pelea entre Albion y el Capitán Britania, Corazón de León y Albion huyeron.
Albion regresa con un ejército de Capitanes de las Sombras y Corazón de León a su lado. Utilizando un dispositivo místico, neutraliza todas las formas de tecnología moderna, sumergiendo a Gran Bretaña en un estado preindustrial. El efecto es catastrófico. Ellos unen fuerzas con Sombra-X y poco después de que Sage se une a las filas encubiertas de Albion como Diana Fox, cuyo nombre en código es Britania, Kelsey ve el error de sus caminos. Ella une fuerzas con Excalibur y ayuda a derrotar a Albion y sus Capitanes de la Sombra, restaurando Gran Bretaña a su estado anterior. En reconocimiento a su ayuda contra Albion, el gobierno le da una segunda oportunidad de trabajar con ellos. Braddock sugiere que es hora de arreglar las cosas con su familia y ella se reencuentra con sus hijos y su madre. Pete Wisdom les dice que su desaparición se debió a trabajar para la Corona, trabajando en una misión secreta en los meses posteriores a su "muerte".

## Poderes y habilidades
Corazón de León posee superfuerza, velocidad, resistencia, reflejos y reacciones, resistencia, sentidos y vuelo. La Espada del Poder le da la capacidad de formar explosiones de energía o escudos.